# ケカビ目
ケカビ目(Mucorales)は、接合菌類の中で、最も一般的なカビの一群である。身近に見ることのできるものも多い。

## 概説
ケカビ目は、かつて接合菌門接合菌綱に含めたものの中で、最も普通に見られる菌群である。ケカビ、クモノスカビなど、身近に出現するいくつかのカビ類を含む。比較的大柄なものが多く、肉眼でも胞子のう柄の数が数えられるくらい（数える気にはならないが）で、背丈も5mm以上になるものが少なくない。アオカビなど不完全菌類のカビの多くは外生胞子を表面に出すので粉っぽく見えるが、この類のカビは内生胞子を作り、菌糸が太いので、より湿った感じに見える。
多核体でよく発達した菌糸体を作り、無性生殖は胞子嚢胞子、あるいは胞子嚢に由来する構造を散布体とし、有性生殖は配偶子嚢接合によって形成される接合胞子による。
多くは腐生菌で土壌や糞に生活し、菌寄生菌や植物寄生性のものもある。一部に病原性のものもあり、それによる症状はムコール症と言われる。発酵食品に利用される例もある。

## 形態
よく発達した菌糸体を持つ。菌糸体を構成する菌糸は隔壁のない、太い菌糸からなる多核体である。ただし古い部分では隔壁ができる場合もあり、胞子のうの下の部分など、規則的に隔壁を生じる場合もある。菌糸は基質の中、あるいは表面を這って分枝し、所々でさらに細く分枝した仮根状菌糸となる。菌糸の一部が基質表面から離れ、空気中へ伸びる場合もあり、これを気中菌糸という。
ごく一部に、条件によっては酵母状になる場合があるものが知られているが、長くその状態で生活するものは知られていない。

### 無性生殖
無性生殖として胞子嚢を形成するのがこの類の本来の特徴であると考えられている。胞子嚢は、基質上の菌糸から、あるいは気中菌糸から伸びた枝である胞子のう柄の先端の膨らみとして形成され、その内部が細胞に分かれて胞子のう胞子となる。胞子のう胞子は、胞子のう壁が溶けたり割れたりすることで散布される。ミズタマカビ類では、胞子嚢壁は分解せず、その中に胞子を含んだまま、その基部から分離する。
多くのもので胞子嚢の中心部が胞子とならず、胞子のう柄の延長部として残る。これを柱軸（ちゅうじく）という。胞子が散布された後は、胞子嚢柄の先端に小さい球形の袋のような形で柱軸が残る。また、柱軸の延長が胞子嚢に流れる形で、胞子嚢直下の胞子のう柄が膨らんでいる場合、これをアポフィシスという。かつてこの類に含めたクサレケカビ科のものは柱軸のない胞子のうを形成する。しかし、現在ではこの類は別の系統に属すると考えられており、柱軸を有することは、この類の特徴の一つと考えられている。
胞子のうのみを形成するものも多いが、外見的に大きく異なるものを形成する例も多い。その多くはより特殊化した胞子のうの派生物と考えられている。
- 小胞子のう：エダケカビなどに見られるもので、胞子のうが数個の胞子を含む程度に小さくなり、胞子のう全体が基部ではずれて散布体として機能するもの。多くの場合、独特の形に分枝した小胞子のう柄の枝先につく。
- 単胞子性小胞子のう：クスダマカビなど。小胞子のうに胞子が1つしか含まれないもの。多くは胞子嚢から胞子が放出されず、そのまま発芽する。分生子との判別が難しく、かつては分生子と見なされたこともある。
- 分節胞子嚢：ハリサシカビモドキに見られる。胞子のうは細長く、内部の胞子は1列に形成される。胞子は胞子のう壁が壊れるのではなく、胞子のう壁ごと胞子1つ分ずつに分かれる。

これらのいくつかを同時に形成するものや、あるいは条件によって異なるものを形成するものも知られている。
他に、菌糸に厚膜胞子を形成する場合がある。

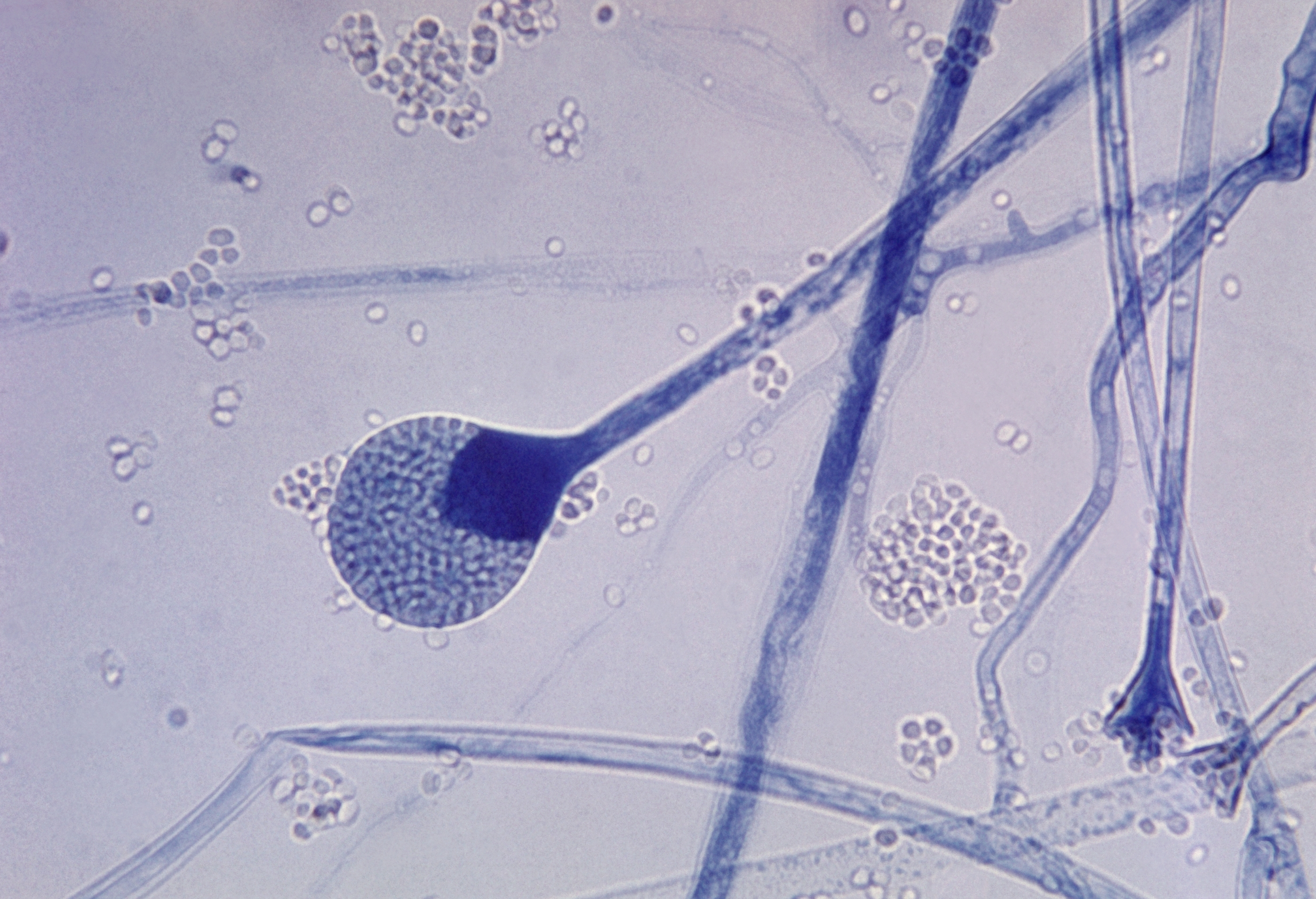
ユミケカビの胞子嚢
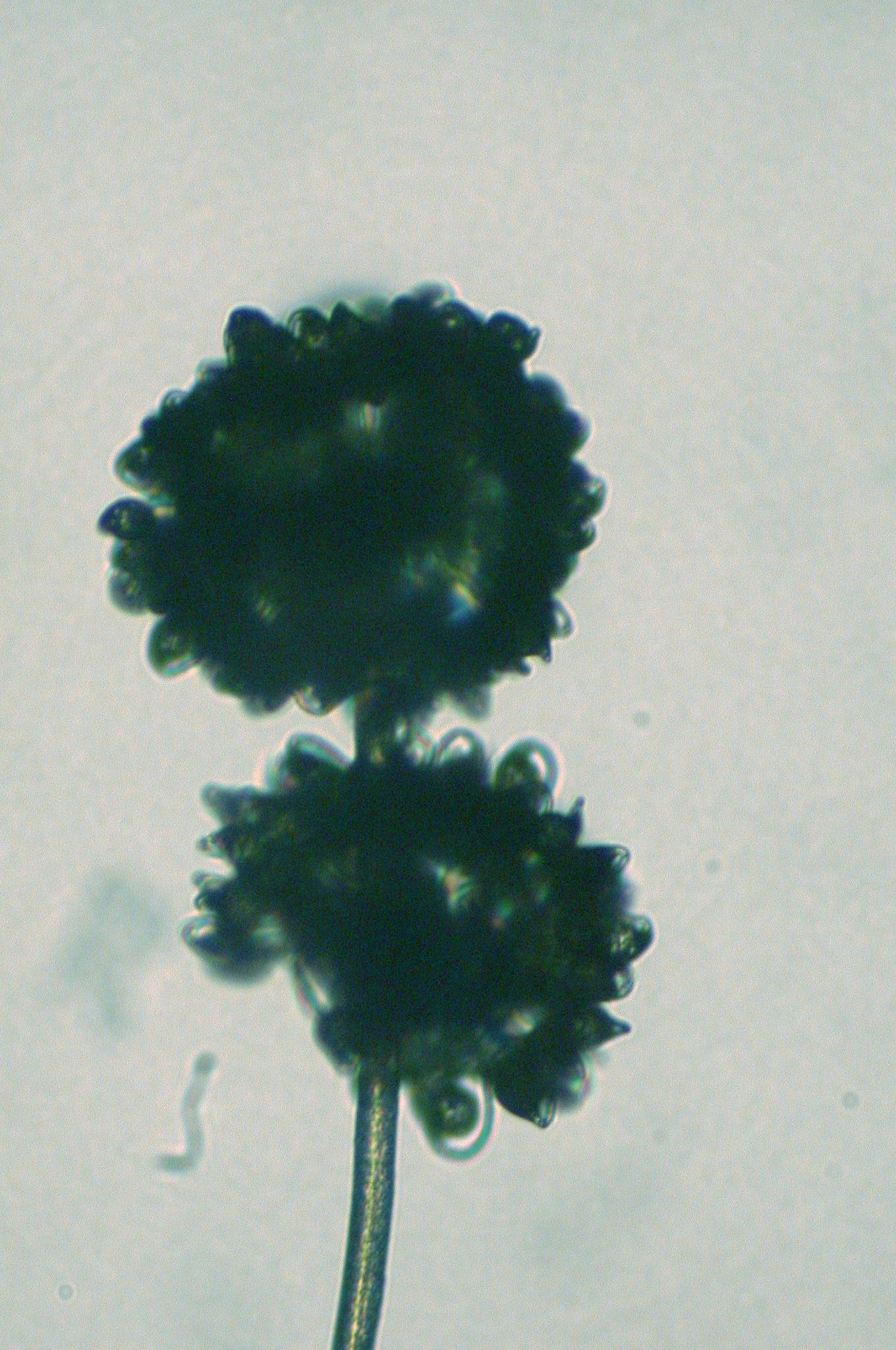
サムノスチルムの小胞子嚢群
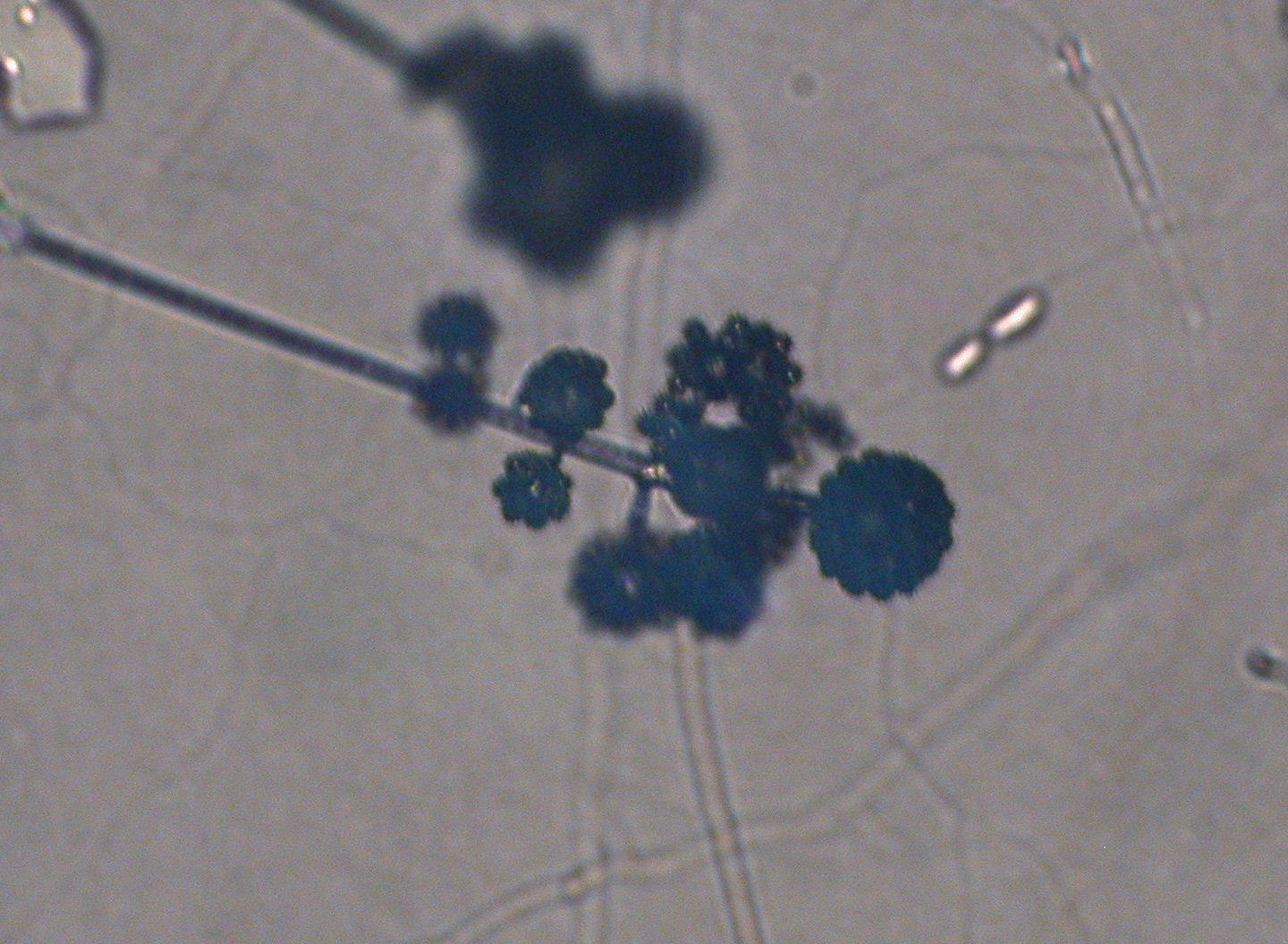
クスダマカビの“分生子”

### 有性生殖
有性生殖は、配偶子嚢接合による接合胞子嚢の形成によって行われる。多くのものは自家不和合性であるため、接合胞子の形成は、好適な株同士が出会った場合にのみ生じる。自家和合性のものも知られている。
好適な2つの菌糸が近づいた場合、両者から枝が伸び、先端が膨らんで配偶子のうとなり、それらが接合すると、その両方の先端の一部が癒合して一つの細胞となり、膨らんで接合胞子のうとなる。接合胞子のうは厚壁になり、表面に凹凸を持って黒っぽく着色するものが多い。その内部には1個の大きな接合胞子が形成される。接合胞子のうは休眠にはいるが、発芽する場合、壁が割れて出てくる菌糸はすぐに胞子のうを形成する。
接合胞子には、両菌糸より複数の核が入る。接合胞子内ではそれらの核が2つずつ融合の後、減数分裂をおこない、発芽時には単相の核が残っていることになる。菌糸体の核相は、したがって単相である。減数分裂後の核は、ただ1個を残して残りが退化するものもあれば、複数が残存する例もある。接合する配偶子嚢は、両者に大きさや形の区別がない場合が多いが、大小の分化が生じているものもある。
両者の菌糸と配偶子嚢、それに接合胞子嚢の位置関係には、大きく二つの形がある。ケカビなどでは両菌糸間の接合胞子のうは、接合胞子支持柄に両側から挟まれ、全体としてはH字型となるが、ヒゲカビなどでは接合が行われる前に、配偶子のうを形成する菌糸がまず接触点を持ち、そこからもう一度離れてすぐに、再び大きく曲がり込んで互いに接触、接合を行う。完成した接合胞子のう支持柄は、まるで鋏式の釘抜きかやっとこで接合胞子のうを挟んだ形になる。
また、ユミケカビやヒゲカビでは接合胞子のう支持柄から多数の棘状突起を生じて接合胞子のうを囲むことが知られている。

## 栄養生活
多くのケカビ目は腐生菌である。家屋内の食品などに発生するものとしては、ケカビ・クモノスカビが普通である。空中雑菌として出現するものには、このほかにクスダマカビやハリサシカビモドキがある。ヒゲカビも時に食品工場などに出現してヒトを驚かせる。より多くのケカビ類は、自然界のさまざまな有機物塊、土壌・植物遺体・糞などに出現する。特に草食ほ乳類の糞は、多くの種を観察できる良い試料として知られる。そのようなものに広く出現するものは、特に決まった基質に出現する嗜好性は少ないものと見られる。
ケカビ類は一般に成長が早く、胞子形成を始めるのも速い。他方で、キノコ類などより高等な菌類に見られるような、セルロースなど分解困難な成分を分解する能力に乏しく、糖分など分解しやすい成分を主として利用するので、Sugar Fungiなどと呼ばれることもある。糞生菌や落葉状の菌相の遷移を見た場合、ケカビ類はそのごく初期、せいぜい1週間以内程度に出現すると、その後は出なくなる種が多い。おそらく、分解吸収のしやすい成分を素早く吸収して成長し、素早く胞子形成を終えると、以降は成育できにくくなるものと考えられている。
より基質の嗜好性の高いものとしては、草食ほ乳類の糞にもっぱら出現するミズタマカビやヒゲカビ、特定の植物の花や果実に出現するコウガイケカビ、限られたキノコに出るタケハリカビやフタマタケカビなどがある。最後の例は菌寄生菌である。他に、寄生性があるものにケカビに近い姿のパラシテラ ParasitellaやイトエダカビChaetocladiumなどがあり、これらはいずれもケカビ類を宿主としている。なお、トリモチカビ目やディマルガリス目のものにも菌寄生菌があり、それらは宿主の菌糸内に吸器を侵入させるが、本目の菌寄生菌はそのようなものを形成しない。ただし、接触部が膨大したゴールを形成するものはある。
ほとんどのものが培地上での培養が可能で、一般的な菌類用培地でよく成育するものが多い。寄生性のものも、ケカビ目のものは大抵培地上で純粋培養が可能で、そこそこは成長するので、条件的寄生菌と言われる。普通はジャガイモデキストロース寒天培地(PDA)、麦芽エキス寒天培地(MA)などが使用される。人工培地としては合成ムコール寒天培地(SMA)というのが考案されている。ミズタマカビなど糞生菌では糞に含まれる特殊な成分を要求するものも知られている。

## 人間との関わり
多くのものが腐性生活で、土壌・排泄物・有機物に生育する。そのようなものでは、人間との接点は感じられないものが多い。コウガイケカビなどには、普通は植物遺体につくが、弱った部分を攻撃する条件的寄生菌として振る舞うものがあり、作物に病気を引き起こしたり、保存中の生鮮果物を腐敗させたりするものが知られている。
ユミケカビ・クスダマカビなどには人体に菌感染症を引き起こす例が知られているが、高い病原性を持つものとは見なされておらず、日和見感染と考えられる。クモノスカビなどには、発酵食品などに関わって使われるものがある。
ヒゲカビとミズタマカビの胞子嚢柄は、大型で強い屈光性を示すことから、モデル生物としても使われる。

## 分類
多くの属が一種か、せいぜい数種を含むにすぎない。この中でケカビ属がもっとも多くの種が記載されているが、実際の種は60種以下といわれ、それ以外ではユミケカビとクモノスカビ、それにウンベロプシスなどがやっと二桁の種数を有する程度である。
元来は接合菌類の中で、菌糸体がよく発達するものはすべてをこの目に含めた。つまりトリモチカビ目とハエカビ目以外はすべてケカビ目であった。その中から、次第にいくつかの群が独立させられていった。エダカビ科とシグモイディオミケス科はトリモチカビ目へ移され、キクセラ科はキクセラ目に独立し、他にもアツギケカビ科、ディマルガリス科、グロムス類（一旦はアツギケカビ科に所属）、クサレケカビ科が独立目となったため、以前に比べてこの目の含む範囲は狭くなっている。
科の分類は問題が多い。従来は無性生殖器官の構造について胞子嚢を祖先的なものとして、それから小胞子嚢や分節胞子嚢が派生し、また有性生殖ではケカビ型のH字型のものが原始的でこれから釘抜き型や接合胞子嚢を囲う付属枝を持つものが出たと言った見方を基本に、科を区分した。これはほぼ1990年ころまで行われ、ひとまずは安定した体系をなしていた。
ところが、分子系統による系統樹は、現在の所、これらの科の、時には属の区分をまたいだり入り交じったりといったものとなっている。これはほとんどの科が多系統である、という意味にとれ、上記のような形態的な特徴が系統を反映していないことを示している。現在大きな見直しが進んでいるようで、安定するにはまだ時間がかかるかもしれない。まとめる側ではほとんど全部ケカビ科に統合してしまう説から、15以上の科を認める説まである。

### 古典的な体系
まずAlexopoulos et al.(1996)のものを示す。これは分子系統以前の体系であり、その中でもかなり細分方向寄りの体系になっている。
- ケカビ科　Mucoraceae：アポフィシスのない大型胞子嚢のみ

Mucorケカビ・Actinomucor シャジクケカビ・Aquamortierella・Dicranophora(ディクラノフォラ)・Rhizomucor・Parasitella(パラシテラ)・Spinellus タケハリカビ・Sporodiniella(スポロディニエラ)・Syzygites フタマタケカビ・Zygorhynchus ツガイケカビ
- ユミケカビ科　Absidiaceae：アポフィシスのある大型胞子嚢のみ(ケカビ科に含める説もある)

Absidia ユミケカビ・Circinella カラクサケカビ・Gongronella(ゴングロネラ)・Halteromyces(ハルテロミケス)・Mycocladus・Rhizopus クモノスカビ・Thermomucor
- ディクラノフォラ科 Dicranophoraceae：

Dicranophora(ディクラノフォラ)
- ジルベルテラ科 Gilbertellaceae：胞子嚢のみ・胞子に付属物・ケカビと同じ接合の型

Girbertella(ジルベルテラ)
- ヒゲカビ科　Phycomycetaceae：大型胞子嚢のみ・配偶子嚢に棘状突起

Phycomyces ヒゲカビ
- ミズタマカビ科　Pilobolaceae：胞子嚢全体がはずれる構造・糞生に特化

Pilobolus ミズタマカビ・Pilaira(ピライラ)・Utharomyces(ウサロミケス)
- サクセネア科 Saksenaeaceae：フラスコ状の胞子嚢

Saksenaea (サクセネア)
- エダケカビ科　Thamnidiaceae：大型胞子嚢と小胞子嚢・小胞子嚢は枝に生じる

Thamnidium エダケカビ・Backusella（バクセラ）・Chaetocladium・Cokeromyces(コケロミケス)・Dichotomocladium（ディコトモクラディウム）・Elllisomyces(エリソミケス)・Fennellomyces・Helicostylum ハリエダケカビ・マキエダケカビ・Pirella・Thamnostylum（サムノスチルム）・Zychaea
- ガマノホカビ科　Mycotyphaceae：頂嚢表面に小胞子嚢・小胞子嚢に二形

Mycotypha ガマノホカビ・Benjaminiella
- ラジオミセス科　Radiomycetaceae：小胞子嚢を二次頂嚢表面に・配偶子嚢から樹枝状突起

Radiomyces(ラジオミセス)
- クスダマカビ科　Cunninghamellaceae：単胞子小胞子嚢を頂嚢表面に・接合はケカビ型

Cunninghamella クスダマカビ・Hesseltinella
- ハリサシカビモドキ科　Syncepharastraceae：分節胞子嚢

Syncepharastrum ハリサシカビモドキ
- コウガイケカビ科　Choanephoraceae：大きい胞子嚢、小胞子嚢、単胞子小胞子嚢のどれか、あるいは全部。胞子に付属物・接合は釘抜き型

Choanephora コウガイケカビ・Blakeslea・Poitrasia
- クサレケカビ科　Mortierellaceae：柱軸のない胞子嚢・色の薄いコロニー・土壌性

Mortierella クサレケカビ・Dissophra・Lobosporangium　(ロボスポランギウム)

### 新しい体系
分子系統に基づくHohmann,et al.(2013)の体系を示す。暫定的な部分、未定の部分を含む。配置に関してはHohmann,et al.(2013)のp.68-69の系統図の順に並べた。科ごとの特徴というものは、単形の科以外はほぼ不可能となっている。
- Umbelopsidaceae ウンベロプシス科

Umbelopsis(ウンベロプシス)
- Lenthamycetaceae

Lenthamyces
- Syncephalastraceae ハリサシカビモドキ科

Syncephalastrum ハリサシカビモドキ、Protomycocladus（？）
- Lichtheimiaceae

Lichtheimia、ディコトモクラディウム Dichotomocladium
- - 不確定ながら上記2科に近い位置のもの

Thermomucor、Rhizomucor、フェンネロミケス Fennellomyces、Thamnostylum（サムノスチルム）、Zychaea、Phascolomyces、Circinella カラクサケカビ
- Phycomycetaceae ヒゲカビ科

ヒゲカビ Phycomyces、タケハリカビ Spinellus
- Radiomycetaceae ラジオミセス科
- Radiomyces（ラジオミセス）、Saksenaea（サクセネア）、Apophysomyces
- Cunninghamellaceae クスダマカビ科

Cunninghamella クスダマカビ、Gongronella（ゴングロネラ）、Hesseltinella（ヘッセルチネラ）、Halteromyces（ハルテロミケス）、Absidia ユミケカビ、Chlamydoabsidia
- Backusellaceae

Backusella（バクセラ）
- Pilobolaceae ミズタマカビ科
- Pilobolus ミズタマカビ、Utharomyces（ウサロミケス）
- Rhizopodaceae クモノスカビ科

Rhizopus クモノスカビ、Sporodiniella（スポロディニエラ）、Syzygites フタマタケカビ
- Choanephoraceae コウガイケカビ科

Choanephora コウガイケカビ、Poitrasia、Gilbertella（ジルベルテラ）
- Mycotyphaceae ガマノホカビ科

Mycotypha ガマノホカビ
- Mucoraceae ケカビ科

Mucor ケカビ、Benjaminiella（ベンジャミニエラ）、Cokeromyces（コケロミケス）、Kirkomyces、Hyphomucor、Actinomucor シャジクケカビ、Dicranophra（ディクラノフォラ）、Zygorhynchus ツガイケカビ、Pirella、Thamnidium エダケカビ、Helicostylum マキエダケカビ、Pilaira（ピライラ）、Ellisomyces (エリソミケス)、Parasitella（パラシテラ）、Chaetocladium イトエダカビ